# Pressagny-l'Orgueilleux
Pour les articles homonymes, voir Pressigny.
Pressagny-l'Orgueilleux est une commune française située dans le département de l'Eure, en région Normandie.
Ses habitants se nomment Pressécagniens.

## Géographie
Pressagny-l'Orgueilleux se situe dans la vallée de la Seine, en contrebas du plateau du Vexin normand. Elle est distante de 50 minutes de Paris.

### Situation
La commune de Pressagny-l'Orgueilleux est située sur la rive droite de la Seine à 6 km en aval de Vernon. Elle couvre une superficie de 1 027 ha comprenant trois îles en mitoyenneté avec la commune de Saint-Pierre-d'Autils (en vis-à-vis sur la rive gauche de la Seine), la vallée, les pentes boisées et le plateau boisé lui aussi.

### Le sol
Le terrain alluvionnaire est sablonneux et caillouteux dans la vallée. Il est d'argile à silex sur les coteaux et le plateau. 150 hectares sont exploités en terres agricoles et plus de 700 hectares sont couverts de forêts privées.

### Voies de communications et transports
- La route départementale 313 (RD 313) forme la principale voie d'accès de l'axe routier Vernon - Les Andelys. Son tracé est étroit et sinueux dans la traversée de l'agglomération.
- Le chemin vicinal no 11 relie la commune au plateau du Vexin et à l'ancien chef-lieu de canton, Écos.
- Le chemin vicinal no 50 double la RD 313 en évitant la traversée de l'agglomération puis s'en écarte vers le nord.
- Le chemin de contre-halage appartient à la commune, en partie aménagé pour la promenade. Il se poursuit vers Notre-Dame-de-l'Isle et vers Vernon.
- De nombreux sentiers sont disponibles à la promenade et la randonnée. Celui du Catenai traverse aussi les communes de Notre-Dame-de-l'Isle et de Port-Mort et forme un circuit de 23 km.

### Hydrographie
La commune est située dans le bassin Seine-Normandie. Elle est drainée par la Seine, un bras de la Seine et divers autres petits cours d'eau,.

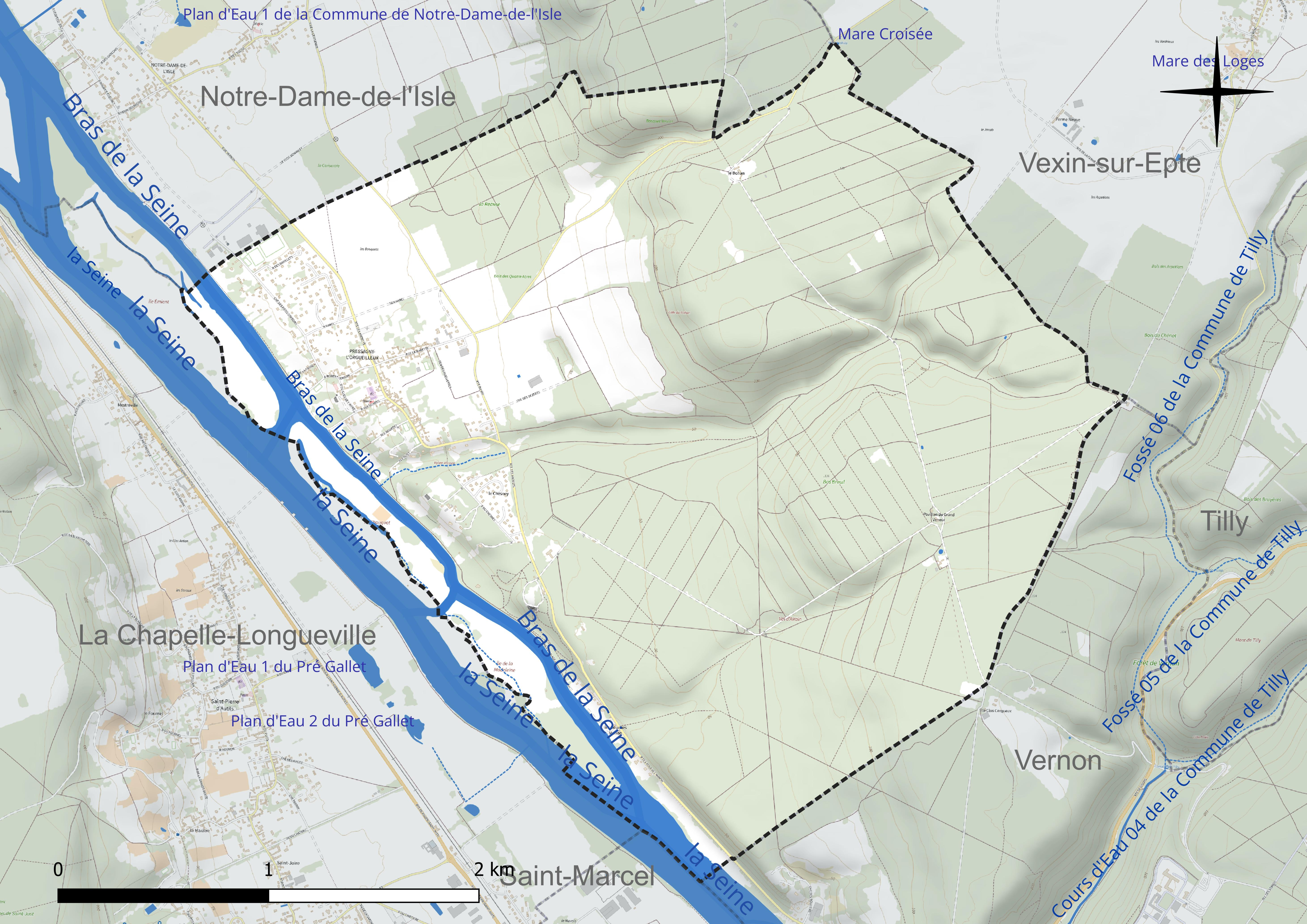
Réseau hydrographique de Pressagny-l'Orgueilleux.

### Climat
Pour des articles plus généraux, voir Climat de la Normandie et Climat de l'Eure.
En 2010, le climat de la commune est de type climat océanique dégradé des plaines du Centre et du Nord, selon une étude du CNRS s'appuyant sur une série de données couvrant la période 1971-2000. En 2020, Météo-France publie une typologie des climats de la France métropolitaine dans laquelle la commune est exposée à un climat océanique et est dans la région climatique  Sud-ouest du bassin Parisien, caractérisée par une faible pluviométrie, notamment au printemps (120 à 150 mm) et un hiver froid (3,5 °C). Parallèlement le GIEC normand, un groupe régional d’experts sur le climat, différencie quant à lui, dans une étude de 2020, trois grands types de climats pour la région Normandie, nuancés à une échelle plus fine par les facteurs géographiques locaux. La commune est, selon ce zonage, exposée à un « climat des plateaux abrités », correspondant aux plaines agricoles de l’Eure, avec une pluviométrie beaucoup plus faible que dans la plaine de Caen en raison du double effet d’abri provoqué par les collines du Bocage normand et par celles qui s’étendent sur un axe du Pays d'Auge au Perche.
Pour la période 1971-2000, la température annuelle moyenne est de 11 °C, avec  une amplitude thermique annuelle de 14,6 °C. Le cumul annuel moyen de précipitations est de 706 mm, avec 11,4 jours de précipitations en janvier et 7,7 jours en juillet. Pour la période 1991-2020, la température moyenne annuelle observée sur la station météorologique la plus proche, située sur la commune de Muids à 15 km à vol d'oiseau, est de 12,0 °C et le cumul annuel moyen de précipitations est de 609,1 mm,. Pour l'avenir, les paramètres climatiques de la commune estimés pour 2050 selon différents scénarios d’émission de gaz à effet de serre sont consultables sur un site dédié publié par Météo-France en novembre 2022.

## Urbanisme

### Typologie
Au 1er janvier 2024, Pressagny-l'Orgueilleux est catégorisée commune rurale à habitat dispersé, selon la nouvelle grille communale de densité à 7 niveaux définie par l'Insee en 2022.
Elle est située hors unité urbaine. Par ailleurs la commune fait partie de l'aire d'attraction de Paris, dont elle est une commune de la couronne,. 

### Occupation des sols
L'occupation des sols de la commune, telle qu'elle ressort de la base de données européenne d’occupation biophysique des sols Corine Land Cover (CLC), est marquée par l'importance des forêts et milieux semi-naturels (73,3 % en 2018), une proportion identique à celle de 1990 (73,3 %). La répartition détaillée en 2018 est la suivante : 
forêts (73,3 %), terres arables (10,9 %), zones urbanisées (9,3 %), prairies (4,4 %), eaux continentales (2,2 %). L'évolution de l’occupation des sols de la commune et de ses infrastructures peut être observée sur les différentes représentations cartographiques du territoire : la carte de Cassini (XVIIIe siècle), la carte d'état-major (1820-1866) et les cartes ou photos aériennes de l'IGN pour la période actuelle (1950 à aujourd'hui).

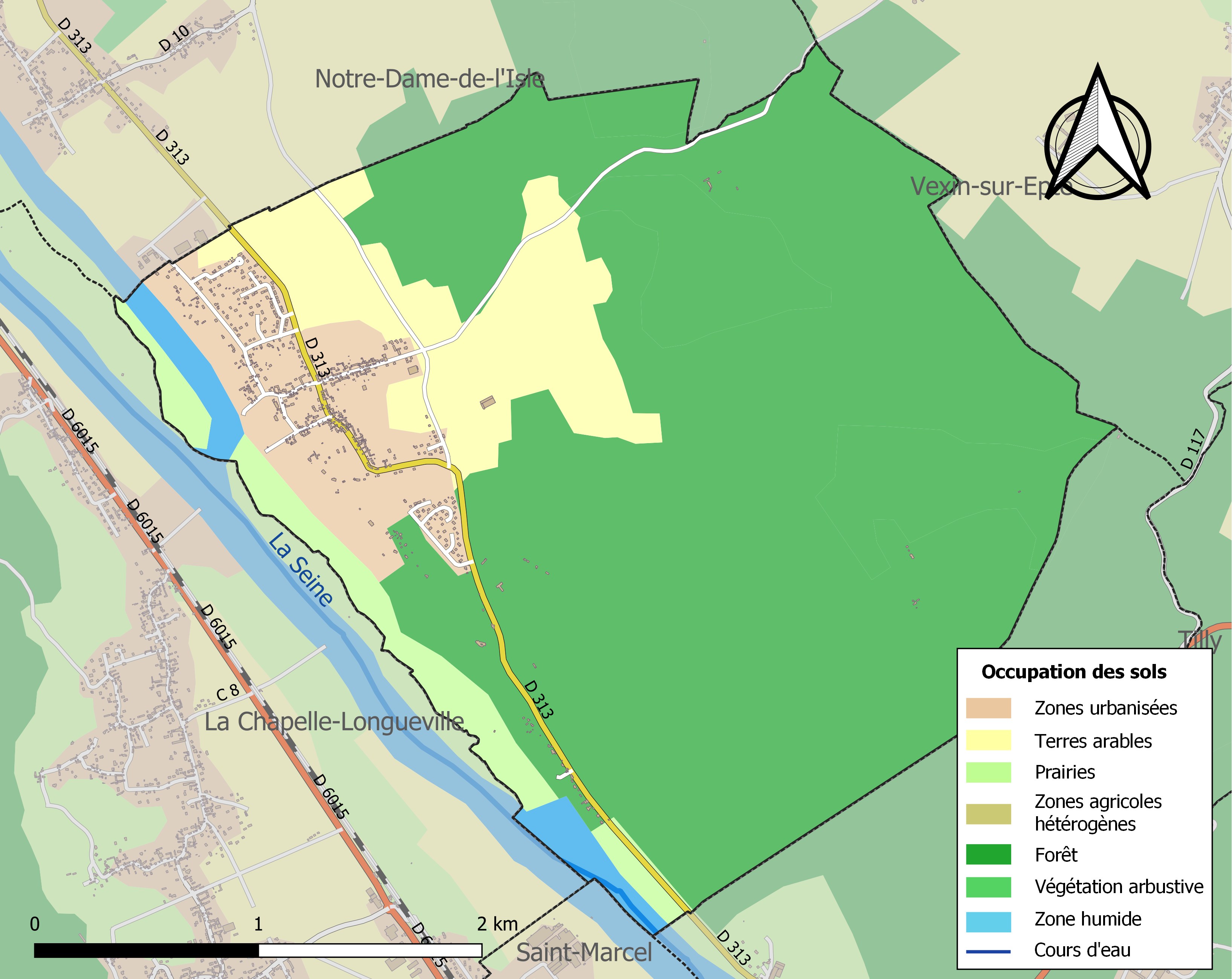
Carte des infrastructures et de l'occupation des sols de la commune en 2018 (CLC).

## Toponymie
Le village est cité dans une charte de 729, du temps de Thierry IV sous la forme Prisciniacus (charte de Wandemir),, et en 876, puis Prisigny en 1180 (cartulaire de Saint-Wandrille), Priseigneyum en 1208 (cartulaire de Saint-Taurin), Presegniacum Lorguellox au début du XIIIe siècle (reg. de Philippe Auguste), Pressigny l’Orguilleux en 1450 (aveu de l’abbé de Bernay), Pressagny l’Orgueilleuse en 1782 (Dict. des postes).
Une autre mention de 682, confirmerait le don de biens situés dans cette ville à l'abbaye Saint-Germain-des-Prés.
Il s'agit d'un type toponymique gallo-roman *PRISCINIACU, composé du suffixe d'origine gauloise -IACU et du nom de personne latin Priscinus (porté par un indigène gaulois).
Homonymie avec Précigné (Sarthe, Prisciniacus 778) et les différents Pressigny, ainsi que Pressignac, tous issus de Prisciniacus),.
Le qualificatif -l'Orgueilleux n'est attesté qu'au début du XIIIe siècle et provient de la nécessité de faire la distinction avec le village voisin de Pressagny l'Isle, ancien nom de Notre-Dame-de-l'Isle, où un hameau Pressagny le Val existe encore de nos jours. On peut noter la relation avec les formes primitives du village de Le Goulet, de l'Île aux Bœufs, situé sur la rive opposée de la Seine, et désigné ad Orguletum et Portus Orgul vers 1026.
La racine Orgul- est peut-être la même que celle du nom commun orgueil, puisque ce mot, d'origine germanique : ancien bas francique *urgōlī / *orgōli « fierté » (cf. bas allemand urgol « excellent »; vieux haut allemand urguol « excellent, fier »; anglo-saxon orgol « fierté »), a aussi été employé dans au sens concret de « grosse cale de bois ou de pierre, qui, insérée sous un levier, lui sert de point d'appui » (1376, Modus et Ratio, 124, 77 dans T. L.),. Il n'est pas sûr qu'il s'agisse du même étymon. Par la suite, une confusion se serait opérée avec l'adjectif orgueilleux, relevé dans la forme latinisée [Presseium] superbum au XIIIe siècle (p. d’Eudes Rigaud et de Raoul Roussel). Le latin superbus signifie en effet « fier, insolent, superbe, magnifique », « fier de son origine » et sŭperbĭa « orgueil, arrogance, dédain, hauteur ». Le déterminant -l'Orgueilleux est d'ailleurs récurrent en toponymie puisqu'on l'observe par exemple dans Corvol-l'Orgueilleux (Nièvre, Corvolium Superbum en 1239; Courvaul Lourguilleux) apparu à la même époque.
Au cours de la Révolution française, la commune porta provisoirement le nom de Pressagny-sous-Vernon.

## Histoire
Au début du IXe siècle, Pressagny faisait partie des possessions de l'abbaye de Saint-Germain des Prés, c'était une des rares possessions de cette abbaye sur la rive droite du fleuve mais sur une route d'une grande importance économique. En 856, les vikings s'établirent au camp du Goulet (face à Pressagny) et firent quelques dégâts dans la région.
En 1129, Adjutor de Vernon, de retour de croisade fonda un ermitage, lieu de prière dédié à sainte Marie Madeleine. Après son décès en 1131, les moines de l'abbaye de Tiron au Perche, héritiers du domaine, construisirent autour de la tombe de saint Adjutor le prieuré de la Madeleine. En raison de la suppression d'un gouffre en Seine qui provoquait beaucoup de naufrages, saint Adjutor est devenu le patron des mariniers. En 1156, le roi Henri II d'Angleterre donne aux bénédictins de Bernay l'église de Pressagny avec les dîmes et dépendances. L'abbaye de Bernay fait construire le prieuré de Saint-Michel-et-Saint-Martin qui est mentionné au XIVe siècle.

Au XVIe siècle, le village connut une période florissante. Les rois de France venaient chasser en forêt de Vernon. Il reste de cette époque les vestiges d'un pavillon de chasse avec une cheminée à cariatides comme on peut en trouver dans les châteaux de la Loire. Les habitants faisaient les huées (ils rabattaient le gibier) chaque fois que le roi chassait ou faisait chasser. Une rue s'appelle encore la rue aux Huards.

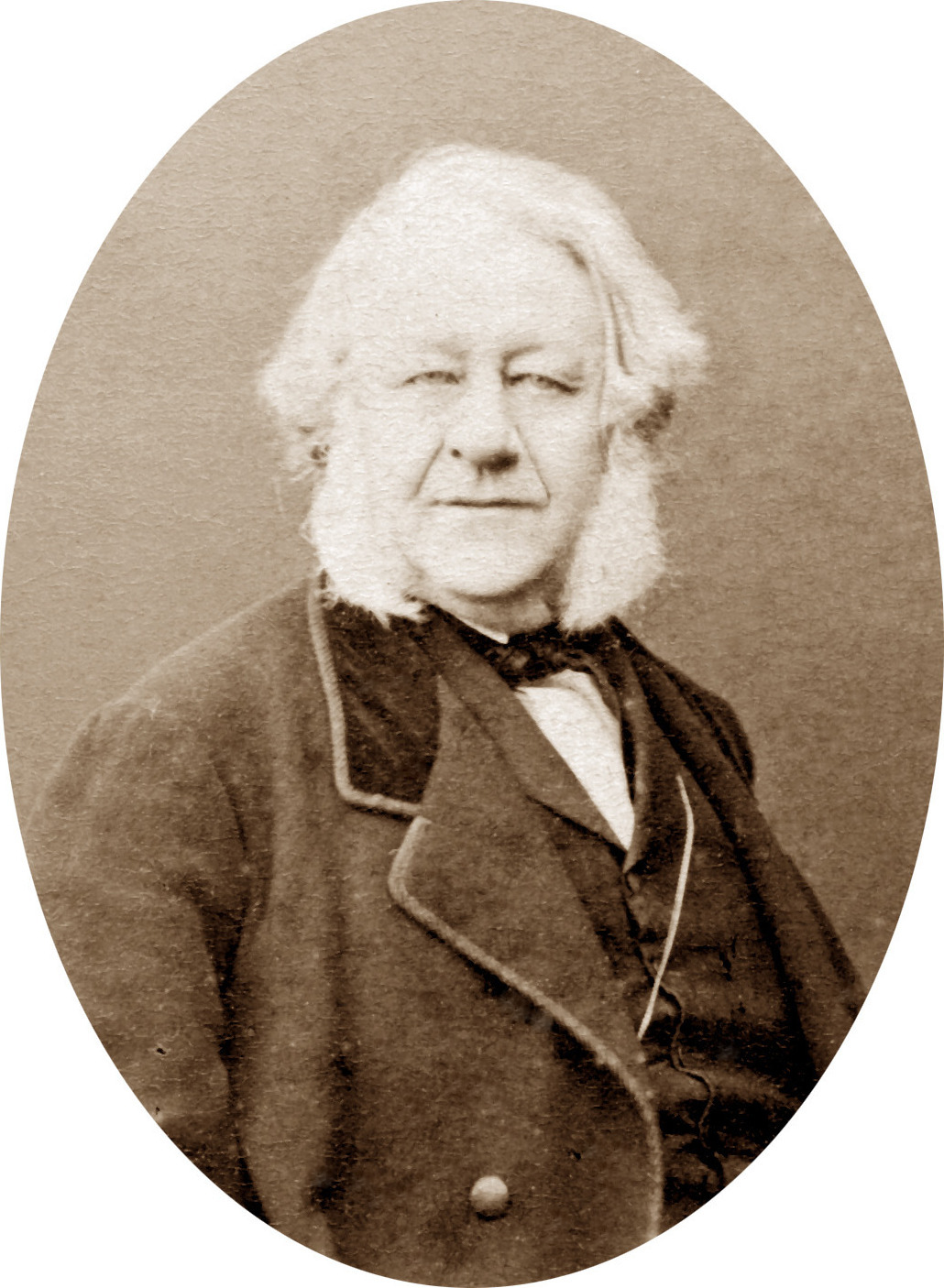
Antoine René de Perier en 1875 (1800-1880), maire de 1848 à 1865.

Au XVIIIe siècle, le marquis de Tourny à qui l'on doit les Allées de Tourny (Bordeaux) était, entre autres, seigneur de Pressagny-l'Orgueilleux. Pendant la Révolution française, les deux prieurés furent vendus comme biens nationaux. Un atelier de fabrication de salpêtre fut installé dans l'ex-prieuré de la Madeleine. Les habitants du village devaient y livrer les cendres de leurs foyers afin d'en tirer la potasse, matériau de base de cette industrie utile pour la fabrication de la poudre à canon.
À la fin du XVIIIe siècle, un chantier de construction navale fut implanté sous l'église pour y construire des navires de ligne. Des tonneliers de la région furent réquisitionnés pour devenir charpentiers de marine. Des souscriptions furent ouvertes pour le financement de la construction de ces bâtiments.
Le 20 février 1814, les soldats blessés de la Grande Armée descendaient la Seine sur des flettes, ils logeaient chez l'habitant pour la nuit. Ce jour, deux flettes se sont arrêtées à Pressagny et l'un des soldats, Louis Buzaret, d'origine bretonne, a succombé chez son hôte. Il est enterré dans le cimetière.
Le 6 février 1983, la municipalité a décerné à Étiennette Parmentier le titre de citoyenne d'honneur de Pressagny-l'Orgueilleux. Depuis, une rue porte son nom. Étiennette Parmentier a sauvé des personnes et des biens pendant la dernière guerre, elle a rédigé ses souvenirs qui couvrent la première moitié du XXe siècle.
Un fascicule a été publié par la municipalité : Pressagny l'Orgueilleux… depuis ses origines jusqu'à la fin du siècle. En juin 2012 a été publié un ouvrage de 368 pages qui retrace l'histoire de Pressagny-l'Orgueilleux, des origines à la fin de la Quatrième République. Cet ouvrage illustré : Pressagny-l'Orgueilleux. Histoire d'un village normand au bord de la Seine est accessible chez l'auteur : Rémy Lebrun, maire honoraire.

## Politique et administration
| Période                                  | Période   | Identité                   | Étiquette           | Qualité           |
| ---------------------------------------- | --------- | -------------------------- | ------------------- | ----------------- |
| 20 février 1790                          |           | Thomas-François Le Marié   |                     |                   |
| 11 Frimaire An II                        |           | Jean Baptiste Eustache     |                     |                   |
| janvier 1808                             |           | Jean-Baptiste de Cacqueray |                     | Nommé             |
| 13 octobre 1811                          |           | Jean-Jacques Eustache      |                     | Nommé             |
| 20 avril 1817                            |           | Jean Baptiste Eustache     |                     | Nommé             |
| 4 avril 1820                             |           | Alexandre Marie de Seguin  |                     | Nommé             |
| 10 février 1830                          |           | Pierre André Eustache      |                     | Nommé             |
| 1er novembre 1840                        |           | Jean Benard (père)         |                     | Nommé             |
| 15 août 1848                             |           | Antoine René de Perier     | Royaliste           | Élu               |
| 2 septembre 1860                         |           | Antoine René de Perier     | Royaliste           | Nommé             |
| 2 janvier 1865                           |           | Jean Benard (fils)         |                     | Nommé             |
| 5 octobre 1870                           |           | Eustache Renault           |                     | Nommé             |
| 8 octobre 1876                           |           | Eustache Renault           |                     |                   |
| 21 janvier 1878                          |           | Zacharie Benard            |                     | bénéfice de l'âge |
| 18 mai 1884                              |           | Henri Chauvet              |                     |                   |
| 20 mai 1888                              |           | Pierre Pantin              |                     |                   |
| 15 mai 1891                              |           | Alexandre Lehec            |                     |                   |
| 17 mai 1896                              |           | Alexandre Lehec            |                     |                   |
| 20 mai 1900                              |           | Alexandre Lehec            |                     |                   |
| 15 mai 1904                              |           | Alexandre Lehec            |                     |                   |
| 17 mai 1908                              |           | Alexandre Lehec            |                     |                   |
| 19 mai 1912                              |           | Alexandre Lehec            |                     |                   |
| 11 décembre 1919                         |           | Alexandre Lehec            |                     |                   |
| 15 mai 1925                              |           | Alexandre Lehec            |                     |                   |
| 14 octobre 1928                          |           | Emile Lanvin               |                     |                   |
| 30 septembre 1932                        |           | Léon Guinel                |                     |                   |
| 19 mai 1935                              |           | Léon Guinel                |                     |                   |
| 19 décembre 1940                         |           | Louis Varin                |                     | nommé             |
| 9 août 1941                              |           | Raoul Herpin               | délégation spéciale | nommé président   |
| 29 août 1944                             |           | Louis Expert-Bezançon      |                     | nommé             |
| 22 mai 1945                              |           | Marcel Gimonet             |                     |                   |
| 26 octobre 1947                          |           | Marcel Gimonet             |                     |                   |
| 26 décembre 1948                         |           | Jean Dupuis                |                     |                   |
| 19 mai 1953                              |           | Jean Dupuis                |                     |                   |
| 21 mars 1959                             |           | Jean Dupuis                |                     |                   |
| 20 mars 1965                             |           | Jean Dupuis                |                     |                   |
| 27 mars 1971                             |           | Jean Dupuis                |                     |                   |
| 2 juillet 1973                           |           | Jacques Eudier             |                     |                   |
| 6 octobre 1973                           |           | Rémy Lebrun                |                     |                   |
| 24 mars 1977                             |           | Rémy Lebrun                |                     |                   |
| 14 mars 1983                             | mars 1989 | Jean-Marie Malafosse       |                     |                   |
| 12 mars 1989                             | juin 1995 | Jean-Marie Malafosse       |                     |                   |
| 11 juin 1995                             | mars 2001 | Jean-Marie Malafosse       |                     |                   |
| 11 mars 2001                             | mars 2008 | Jean-Marie Malafosse       |                     |                   |
| 14 mars 2008                             | mars 2014 | Jacky Meneray              |                     |                   |
| 30 mars 2014                             | en cours  | Pascal Moreau              | SE                  | Retraité          |
| Les données manquantes sont à compléter. |           |                            |                     |                   |

## Démographie
L'évolution du nombre d'habitants est connue à travers les recensements de la population effectués dans la commune depuis 1793. Pour les communes de moins de 10 000 habitants, une enquête de recensement portant sur toute la population est réalisée tous les cinq ans, les populations de référence des années intermédiaires étant quant à elles estimées par interpolation ou extrapolation. Pour la commune, le premier recensement exhaustif entrant dans le cadre du nouveau dispositif a été réalisé en 2006.

En 2022, la commune comptait 696 habitants, en évolution de −1,42 % par rapport à 2016 (Eure : −0,25 %, France hors Mayotte : +2,11 %).
| 1793 | 1800 | 1806 | 1821 | 1831 | 1836 | 1841 | 1846 | 1851 |
| ---- | ---- | ---- | ---- | ---- | ---- | ---- | ---- | ---- |
| 504  | 509  | 515  | 406  | 419  | 409  | 437  | 319  | 397  |

| 1856 | 1861 | 1866 | 1872 | 1876 | 1881 | 1886 | 1891 | 1896 |
| ---- | ---- | ---- | ---- | ---- | ---- | ---- | ---- | ---- |
| 378  | 334  | 359  | 343  | 327  | 312  | 282  | 284  | 291  |

| 1901 | 1906 | 1911 | 1921 | 1926 | 1931 | 1936 | 1946 | 1954 |
| ---- | ---- | ---- | ---- | ---- | ---- | ---- | ---- | ---- |
| 234  | 247  | 236  | 201  | 192  | 195  | 211  | 220  | 236  |

| 1962 | 1968 | 1975 | 1982 | 1990 | 1999 | 2006 | 2011 | 2016 |
| ---- | ---- | ---- | ---- | ---- | ---- | ---- | ---- | ---- |
| 226  | 232  | 327  | 482  | 617  | 757  | 725  | 711  | 706  |

| 2021 | 2022 | - | - | - | - | - | - | - |
| ---- | ---- | - | - | - | - | - | - | - |
| 696  | 696  | - | - | - | - | - | - | - |

## Culture locale et patrimoine

### Lieux et monuments

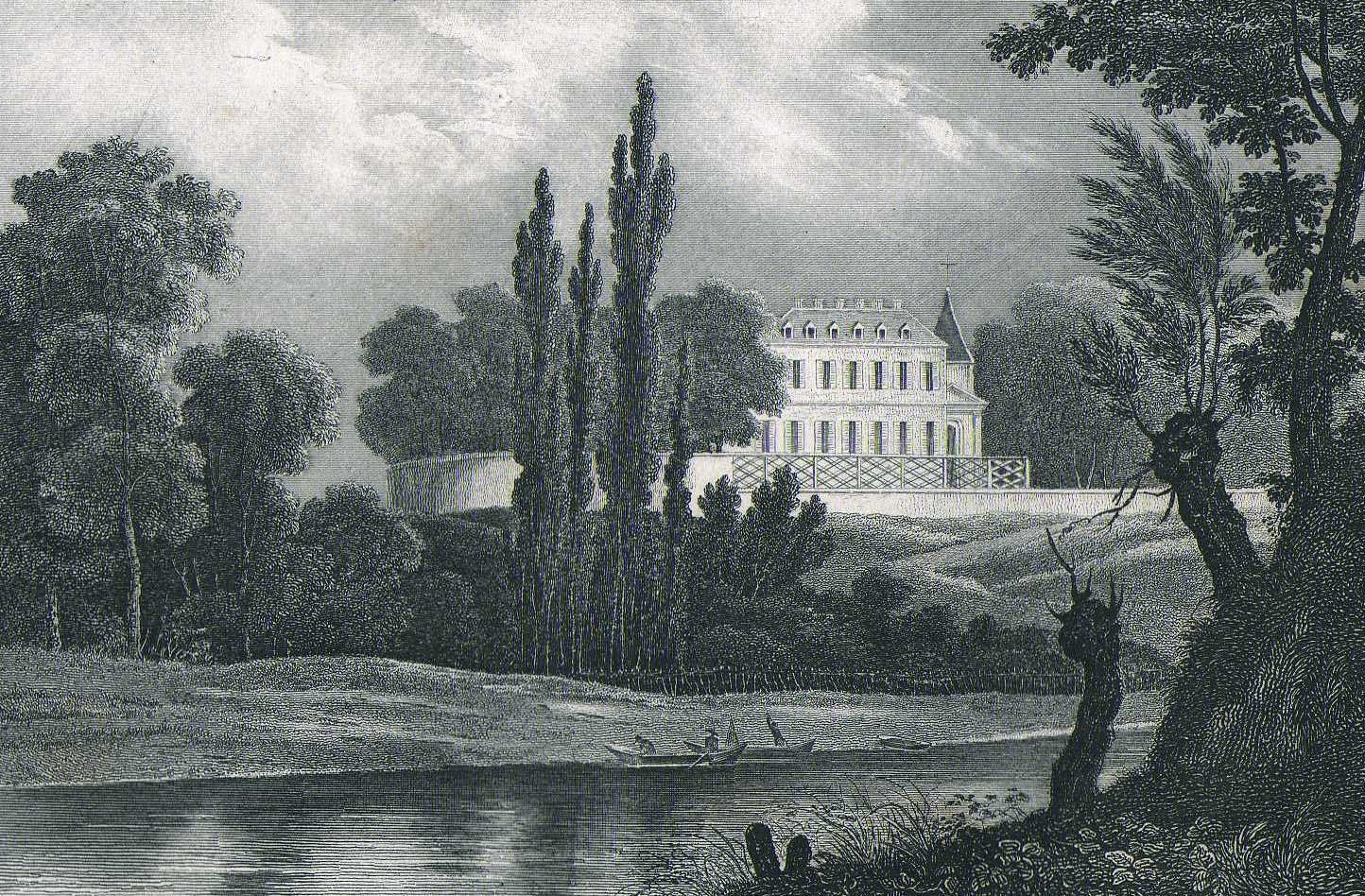
La Madeleine au XIXe siècle.

- La Madeleine au XIXe siècle.Château de la Madeleine. Construit en 1810 par le général de Brémond sur le site du prieuré de la Madeleine, il est ensuite la propriété de 1824 à 1839 du poète Casimir Delavigne qui le vend en 1839 à Antoine René de Perier, maire de Pressagny-l'Orgueilleux de 1848 à 1865. Acheté en 1864 par la baronne Thénard, il est profondément remanié[30]. Une aile en béton est ajoutée en 1932 par l'entrepreneur de travaux publics Antoine Gianotti, politicien des Alpes-Maritimes[31]. En 1946, l'entreprise Lebréjal installe une laiterie et, dans les années 1950, restaure la chapelle. En juillet 2002, l'ensemble du bâti est inscrit au titre des Monuments historiques,  Inscrit MH (2002). Le parc est mentionné à l'inventaire général du patrimoine culturel[32].

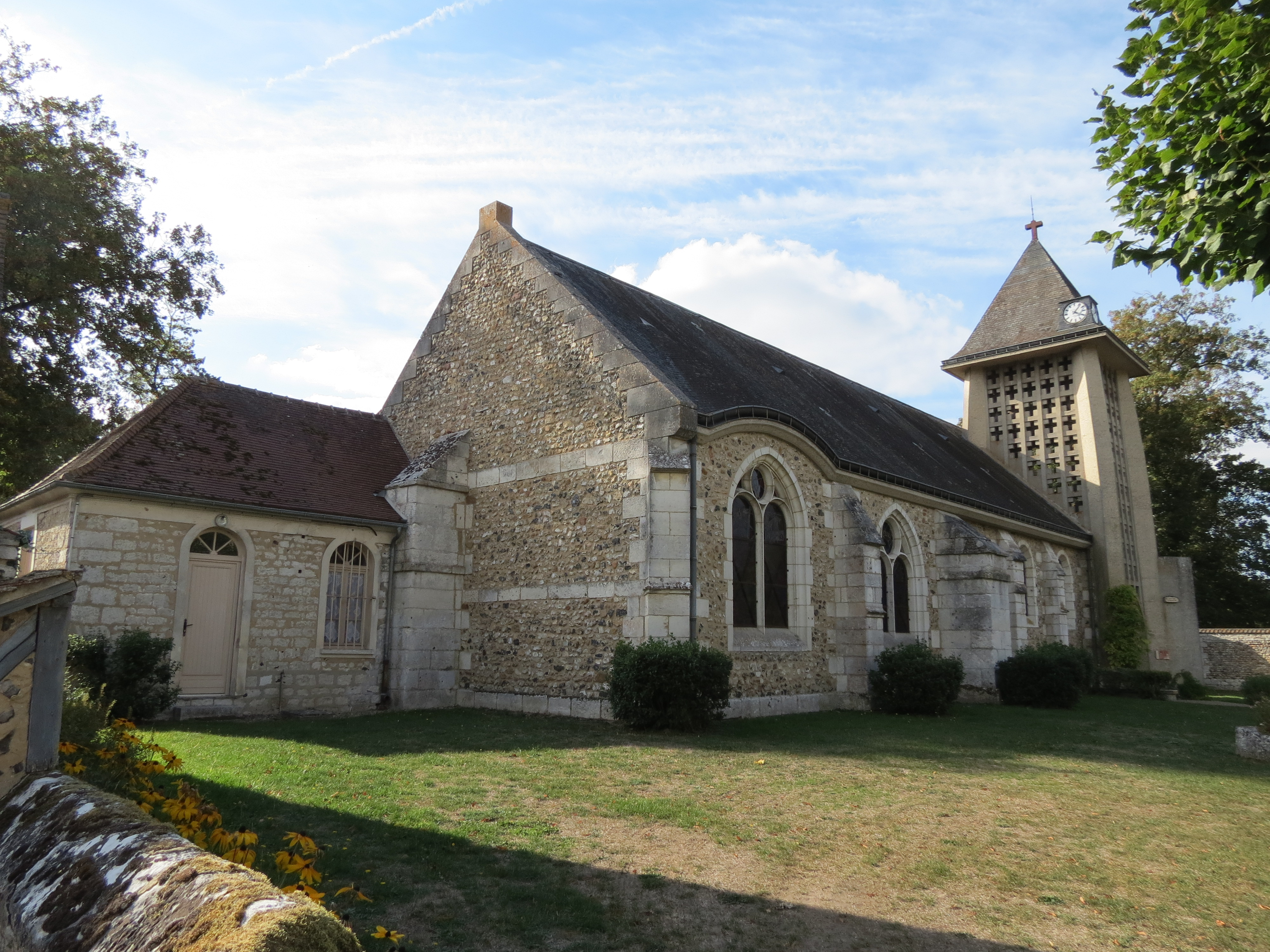
Église Saint-Martin.

- Église Saint-Martin.Église Saint-Martin, presque entièrement détruite par un bombardement en juin 1944, reconstruite sur les plans d'Henry Pottier, architecte de Vernon, est inaugurée le 21 juillet 1957. Les vitraux sont réalisés par Ernest Risse. L'église est mentionnée à l'inventaire général du patrimoine culturel[33].
- Manoir du Chesney[34], comportant un colombier.
- Manoir du Clos-de-l'Aître.

### Patrimoine naturel

#### Site classé
- Le parc du château de la Madeleine,  Site classé (1937)[35].

#### Site inscrit
- Le chêne de la Mère de Dieu  Site classé (1934)[36]. Lieu de pèlerinage. L'arbre plusieurs fois centenaire est mort au milieu du XXe siècle. Il a été replanté symboliquement par la municipalité le 25 novembre 1978. Une statuette de la Vierge dans une niche en pierre, enfermée par une grille en fer, matérialise le site encore vénéré.

## Personnalités liées à la commune
- Saint Adjutor, fils du seigneur Jean de Vernon et de Rosamonde de Blaru ;  au retour de la Croisade, s'est fait ermite sur sa propriété du Mont à Pressagny-l'Orgueilleux où il est décédé le 30 avril 1131. Les moines de l'abbaye de la Sainte-Trinité de Tiron élèveront sur ce lieu le prieuré de la Madeleine.
- Charles, Louis, Auguste Le Tellier d'Orvilliers, officier du roi, de retour de la guerre d'indépendance des États-Unis, fit construire sur l'emplacement du prieuré de Saint-Michel-et-Saint-Martin une maison inspirée de celle de George Washington.
- Décorchemont, famille d'artistes arrivée en 1794. Tous furent nés à Pressagny : Jean-Louis (1764-1813) charpentier de marine, Victor Auguste, menuisier huchier, Marie Joseph (1830-1913) sculpteur, et Louis Émile (1851-1921) professeur à l'École des Arts Décoratifs, sculpteur. Le fils de Louis Émile, François Décorchemont (1880-1971), fut maître verrier à Conches-en-Ouche.
- Joseph François Dominique de Brémond[37], né à Grenoble le 11 octobre 1773 et mort le 27 juin 1852 à Montpellier, est général d'Empire ; il fait construire à partir de 1811 la grande maison de La Madeleine, base de l'actuel château. Son épouse, Charlotte, "Henriette" Oelegarde Bernardine, baronne von Lehsten, était originaire du grand-duché de Mecklembourg-Schwerin.
- Alexandre de Seguin, propriétaire des châteaux de Tosny et de Pressagny l'Orgueilleux, bienfaiteur de l'hôpital du Petit Andely, a été maire entre 1820 et 1830.
- Casimir Delavigne a résidé au château de la Madeleine, dont il fut propriétaire de 1824 à 1839.
- Antoine René de Perier, propriétaire du château de la Madeleine de 1839 à 1864, garde du corps  de la Maison militaire du roi Louis XVIII[38], auteur, président de la Société des peintres de Rouen et maire de Pressagny de 1848 à 1865.
- Victorine Humblot, veuve de Louis Jacques Thénard, achète le 26 juillet 1864 le domaine de La Madeleine et en modifie l'aspect en transformant la simple maison en un château de style néo-Renaissance et en redessinant les jardins. La propriété reste dans sa famille jusqu'en 1915[39].
- Hippolyte Camille Delpy (1842-1910), artiste-peintre, élève de Daubigny, y aurait habité et y aurait peint[réf. nécessaire] les bords de Seine et les lavandières des environs.
- La bande à Bonnot : vers 1910, ce groupe de braqueurs et de meurtriers eut un pied-à-terre dans la rue principale.
- William Brock , artiste peintre anglais, fils de Sir Thomas Brock, sculpteur de la reine Victoria, y a vécu de 1903 à 1914. A épousé Gustavie Nauzet le 23 novembre 1903 en la mairie communale ; en sont issus cinq enfants tous nés dans la commune.
- Gaston Gallimard y possédait une résidence ; sépulture au cimetière.
- Valentine Tessier, actrice de théâtre et de cinéma, amie de cœur de Gaston Gallimard. Elle y possédait une résidence ; sépulture au cimetière.
- Raoul Guérin, dessinateur humoriste, qui croquait les bourgeois de Paris dans les années 1930, est venu régulièrement loger à l'hôtel restaurant de « La Marette ». Il profitait de ces séjours pour pêcher en Seine.
- Étiennette Parmentier (1903-1986). Citoyenne d'honneur, elle a rédigé ses mémoires et a sauvé des personnes et des biens pendant le second conflit mondial. Elle a créé des liens internationaux en mettant en relation les enfants dont elle avait la responsabilité au sein du lycée de Vernon avec ses anciens élèves répartis dans le monde. Elle a été une militante de la réconciliation franco-allemande au sein du jumelage de Vernon avec Bad Kissingen[40].
- Michel Tapié (1909-1987), critique d'art, petit-neveu d'Henri de Toulouse-Lautrec a sa sépulture au cimetière.
- C. Jérôme y possédait une résidence.